# Zrmanja
Zrmanja (italsky Zermagna) je řeka v Chorvatsku v severní Dalmácii. Je dlouhá 69 km a prochází Zadarskou a Šibenicko-kninskou župou. Pramení v blízkosti vesnice Nadvrelo (součást opčiny Gračac) a následně obtéká z jihu masiv Velebitu. Ústí do Novigradského moře (zátoka Jaderského moře) jako jeho největší přítok.  
Na řece leží město Obrovac. Nad ním proti proudu se nachází přehradní nádrž Razovac využívaná pro hydroenergetiku. Jde o přečerpávací hydroelektrárnu Velebit, která jako horní nádrž využívá jezero Štikada severozápadně od města Gospić. 
Zrmanja je známá z 1. dílu filmové série o Vinnetouovi, kde představovala řeku Rio Pecos, v níž bojoval Old Shatterhand s Inču-čunou.
Využívá se pro vodní turistiku a její přítok Krupa rovněž.

## Sídla na toku
Nadvrelo, Zrmanja Vrelo, Zrmanja, Palanka, Ervenik, Kaštel Žegarski, Nadvoda, Obrovac, Jasenice

## Přítoky
Jediným významným přítokem Zrmanji je pravostranná řeka Krupa.